# Corium
Corium (em armênio: Կորիւն; romaniz.: Koryun; ca. 380 - ca. 450), dito o Admirável (Skantchéli), foi um religioso e historiador armênio do século V. É um dos santos tradutores e um dos discípulos de Mesrobes Mastósio, sendo ele redator de uma biografia de seu mestre.

## Nome
Corium (Կորիւն, Koryun) é um nome de origem armênia que significa "filhote de leão".

## Vida
Corium nasceu por volta de 380 e fez parte dos chamados santos tradutores, sendo listado como um dos tradutores juniores, e foi um dos discípulos de Mesrobes Mastósio; segundo alguns estudiosos europeus e armênios, poderia ser de origem georgiana (ibérico) ou, ao menos, armênio-georgiana. Recebeu sua educação inicial do próprio Mesrobes e depois partiu para o Império Bizantino onde estudou na Síria, Alexandria e Constantinopla antes de voltar à Armênia em 431 junto de outros estudantes. Depois, foi nomeado bispo da Geórgia. Morreu por volta 450.
Corium é considerado o primeiro historiador de língua armênia atestado. Sua obra sobrevivente foi Vida de Mesrobes, encomendada pelo católico José I e nela há, além do relato sobre a vida de Mesrobes, vários detalhes da evangelização da Armênia e a invenção do alfabeto armênio e albanês. Seu estilo, embora original, é um tanto obscuro devido a suas irregularidades gramaticais. A ele também é creditada a tradução de três livros apócrifos dos macabeus.